# Edan Everly
Edan Everly (Burbank (Los Angeles County, Californië), 25 augustus 1968) is een Amerikaanse rockgitarist en singer-songwriter en multi-instrumentalist.

## Biografie
Edan Everly is de zoon van Don Everly en de neef van Phil Everly van The Everly Brothers. Zijn moeder is de actrice Venetia Stevenson. Zijn broers en zussen zijn Stacy Everly en Erin Everly. Hij heeft een halfzus Venetia Everly. Zijn grootouders van zijn moeders kant waren de regisseur Robert Stevenson en de actrice Anna Lee. Zijn grootouders van zijn vaders kant waren Ike en Margaret Everly. Edan Everly is vader van een dochter.
In 1992 bracht Everly en zijn band Edan het album Dead Flowers uit bij Hollywood Records. In september 2006 bracht Everly zelf zijn eerste soloalbum For The Insanity Of It All uit. Zijn tweede album Songs from Bikini Atoll werd uitgebracht in november 2011. 
- International Standard Name Identifier: 0000 0000 3619 2156
- Library of Congress Control Number: n2008085646
- MusicBrainz: b8f8bc66-6e7d-4377-b183-513abfd30258
- Virtual International Authority File: 53631377